# Maria Nikolajevna van Rusland (1819-1876)

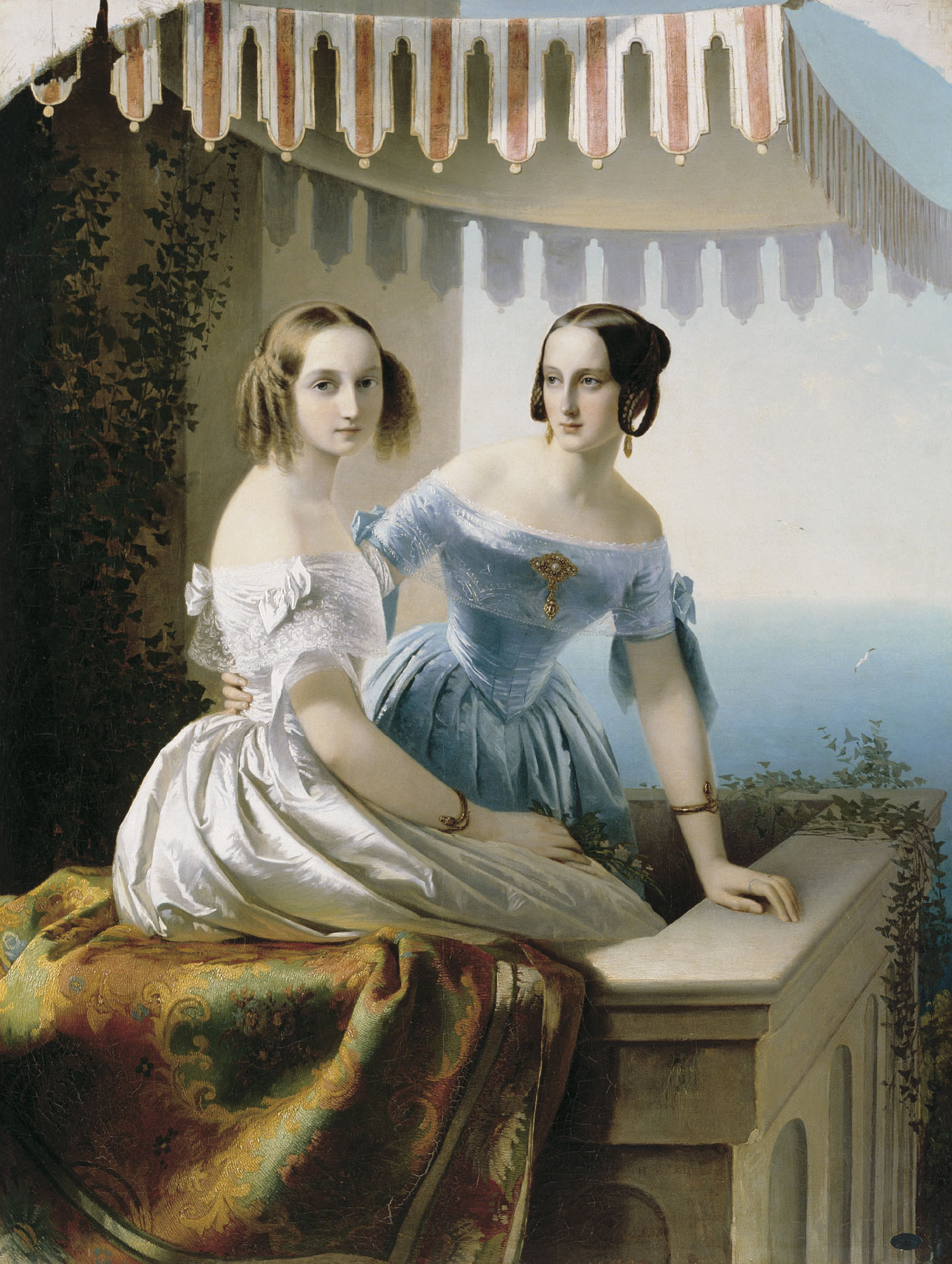
Maria en haar zusje Olga

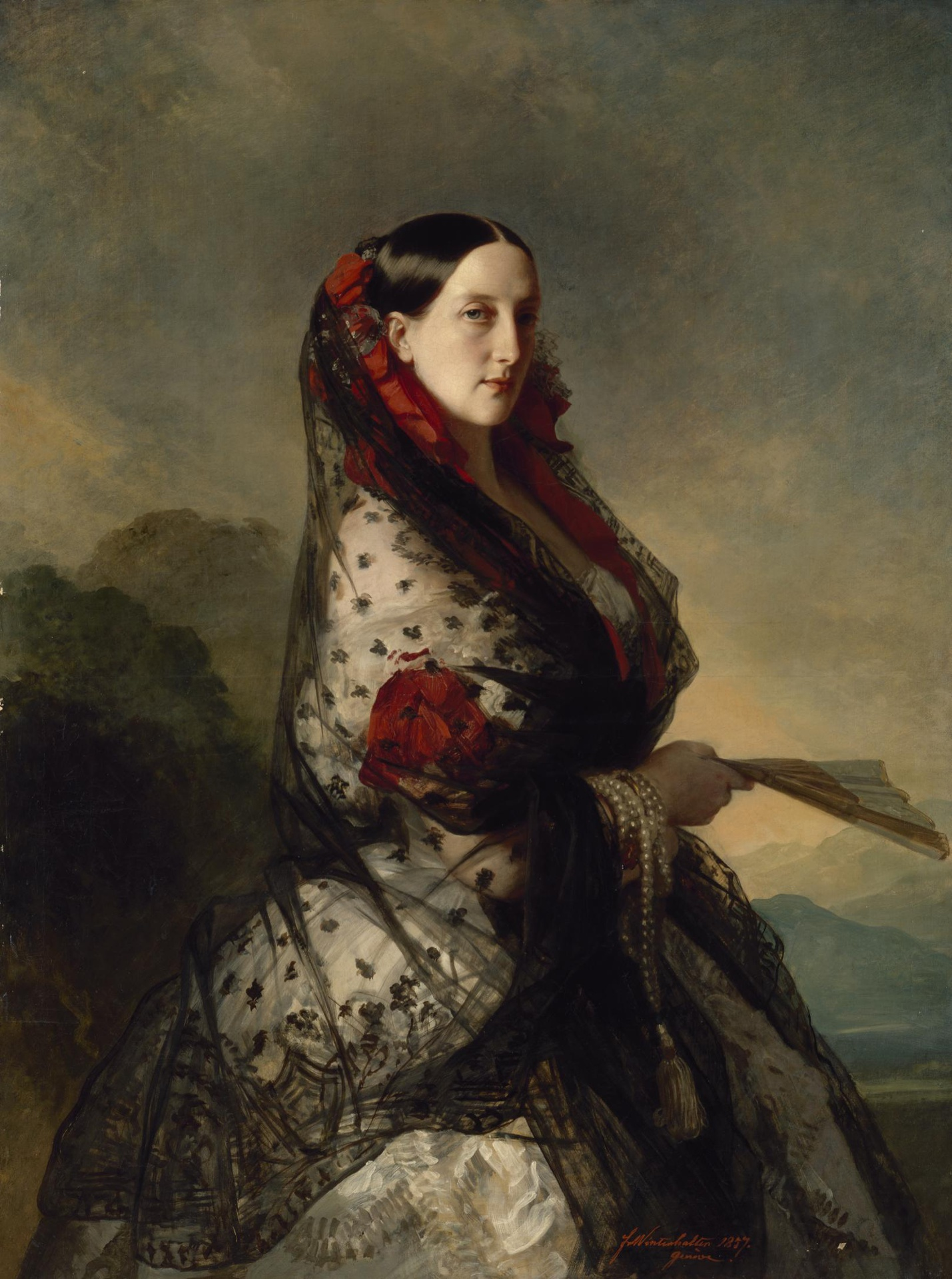
Grootvorstin Maria Nikolajevna op een portret van Franz Xaver Winterhalter in 1857

Maria Nikolajevna Romanova (Russisch: Мария Николаевна) (Pavlovsk, 18 augustus 1819 — Sint-Petersburg, 21 februari 1876) was grootvorstin van Rusland. Ze was de dochter van tsaar Nicolaas I en zus van tsaar Alexander II.

## Familie
Grootvorstin Maria Nikolajevna werd geboren op 18 augustus 1819 te Pavlovsk. Ze was het tweede kind en de oudste dochter van tsaar Nicolaas I en diens echtgenote, tsarina Alexandra Fjodorovna. Ze had een oudere broer, de latere tsaar Alexander II, en na haar werden nog twee dochters (Olga in 1822 en Alexandra in 1825) en drie zoons (Constantijn in 1827, Nicolaas in 1831 en Michael in 1832) geboren.

## Huwelijk en gezin
Maria was een van de weinige leden van de adel, die trouwde uit liefde. Ze ontmoette haar toekomstige echtgenoot, hertog Maximiliaan van Leuchtenberg (oudste zoon van de Franse prins Eugène de Beauharnais), in 1837 tijdens een bezoek van hem aan Sint-Petersburg. Een jaar later bracht hij nog een bezoek aan de stad. Maximiliaan was echter veel lager van stand dan de tsarendochter. Bovendien was hij Rooms-katholiek, terwijl grootvorstin Maria Russisch-orthodox was. Vooral zijn familie, zijn moeder Augusta in het bijzonder, was tegen een huwelijk. Een onderliggende reden hiervoor was misschien ook wel dat de Bonaparte-familie en de Romanovs op vijandige voet stonden met elkaar. Ondanks al deze bezwaren gaf de tsaar toestemming voor het huwelijk. De voorwaarde hiervoor was echter dat Maria Rusland niet zou verlaten en Maximiliaan in Sint-Petersburg zou komen wonen.
Het huwelijk vond plaats op 2 juli 1839 in het Winterpaleis. De tsaar schonk Maximiliaan de titel “Keizerlijke Hoogheid”. Het paar bleef in Rusland wonen en kreeg zeven kinderen: 
- Alexandra Maksimilianovna (1840-1843)
- Maria Maksimilianovna (1841-1914), gehuwd met Willem van Baden (1829-1897) en moeder van Max van Baden
- Nicolaas Maksimilianovitsj (1843-1891), 4e hertog van Leuchtenberg
- Eugénie Maksimilianovna (1845-1925), gehuwd met Alexander van Oldenburg
- Eugène Maksimilianovitsj (1847-1901)
- Sergej Maksimilianovitsj (1849-1877)
- George Maksimilianovitsj (1852-1912), gehuwd met Therese van Oldenburg, daarna met Anastasia, dochter van Nicolaas I van Montenegro

Vanaf 1845 woonde Maria met haar gezin in het naar haar vernoemde Mariinskipaleis in Sint-Petersburg. Zij en Maximiliaan waren beide zeer begaan met de kunsten en waren dan ook zeer actief in die kringen. Maximiliaan werd zelfs voorzitter van de Keizerlijke Kunstacademie in Sint-Petersburg, een rol die Maria na zijn dood in 1852 zou overnemen.

## Kunstcollectie
Grootvorstin Maria sloot in 1854 in het geheim een morganatisch huwelijk met graaf Grigori Stroganoff. Het huwelijk werd geheimgehouden, terwijl haar vader leefde. De verbintenis werd pas officieel op 16 november 1856, ruim na de dood van de tsaar. Uit hun huwelijk werden uiteindelijk twee kinderen geboren: Grigori (geboren in 1857) die jong stierf, en Helena (1861-1908).
In 1862 vestigde Maria zich in Florence in de Villa Quarto, eigendom van Jérôme Bonaparte. Samen met schilder en verzamelaar Karl Liphard bezocht ze dagelijks verschillende musea, privé-collecties en antiekwinkels. Ook schafte de grootvorstin regelmatig zelf kunstwerken aan voor haar eigen collectie.
Maria Nikolajevna leed waarschijnlijk aan spataderen en een botziekte, waardoor ze aan het eind van haar leven invalide werd. Ze stierf uiteindelijk op 21 februari 1876 in Sint-Petersburg op 56-jarige leeftijd. Haar echtgenoot stierf twee jaar later. Maria liet een enorme kunstcollectie na, die werd verdeeld onder haar nog levende kinderen.
In 1884 werd er een tentoonstelling georganiseerd van haar kunstcollectie door haar zoon Nicolaas in de Academie van de Schone Kunsten te Sint-Petersburg. Een andere tentoonstelling werd georganiseerd in 1913 in het Hermitage. Na de Russische Revolutie raakte de collectie verspreid en kan nu gevonden worden in Sint-Petersburg, Moskou, Wenen en de Verenigde Staten.

## Kwartierstaat
| Peter III van Rusland (1728–1762)    | Peter III van Rusland (1728–1762)    | Peter III van Rusland (1728–1762)    | Peter III van Rusland (1728–1762)    | Peter III van Rusland (1728–1762)    | Peter III van Rusland (1728–1762)    | Catharina II van Rusland (1729–1796) | Catharina II van Rusland (1729–1796) | Catharina II van Rusland (1729–1796)      | Catharina II van Rusland (1729–1796)      | Catharina II van Rusland (1729–1796)      | Catharina II van Rusland (1729–1796)      |                                           |                                           | Frederik Eugenius van Württemberg (1732-1797) | Frederik Eugenius van Württemberg (1732-1797) | Frederik Eugenius van Württemberg (1732-1797)              | Frederik Eugenius van Württemberg (1732-1797)              | Frederik Eugenius van Württemberg (1732-1797)              | Frederik Eugenius van Württemberg (1732-1797)              | Frederika Dorothea Sophia van Brandenburg-Schwedt (1736-1798) | Frederika Dorothea Sophia van Brandenburg-Schwedt (1736-1798) | Frederika Dorothea Sophia van Brandenburg-Schwedt (1736-1798) | Frederika Dorothea Sophia van Brandenburg-Schwedt (1736-1798) | Frederika Dorothea Sophia van Brandenburg-Schwedt (1736-1798) | Frederika Dorothea Sophia van Brandenburg-Schwedt (1736-1798) |                                                   |                                                   | Frederik Willem II van Pruisen (1744-1797)        | Frederik Willem II van Pruisen (1744-1797)        | Frederik Willem II van Pruisen (1744-1797) | Frederik Willem II van Pruisen (1744-1797) | Frederik Willem II van Pruisen (1744-1797)     | Frederik Willem II van Pruisen (1744-1797)     | Frederika van Hessen-Darmstadt (1751-1805)     | Frederika van Hessen-Darmstadt (1751-1805)     | Frederika van Hessen-Darmstadt (1751-1805)     | Frederika van Hessen-Darmstadt (1751-1805)     | Frederika van Hessen-Darmstadt (1751-1805) | Frederika van Hessen-Darmstadt (1751-1805) |                                               |                                               | Karel II van Mecklenburg-Strelitz (1741-1816) | Karel II van Mecklenburg-Strelitz (1741-1816) | Karel II van Mecklenburg-Strelitz (1741-1816) | Karel II van Mecklenburg-Strelitz (1741-1816) | Karel II van Mecklenburg-Strelitz (1741-1816) | Karel II van Mecklenburg-Strelitz (1741-1816) | Frederika Caroline Louise van Hessen-Darmstadt (1752–1782) | Frederika Caroline Louise van Hessen-Darmstadt (1752–1782) | Frederika Caroline Louise van Hessen-Darmstadt (1752–1782) | Frederika Caroline Louise van Hessen-Darmstadt (1752–1782) | Frederika Caroline Louise van Hessen-Darmstadt (1752–1782) | Frederika Caroline Louise van Hessen-Darmstadt (1752–1782) |  |  |  |  |  |  |  |  |  |  |  |  |  |  |  |  |  |  |  |  |  |  |  |  |  |  |  |  |  |  |  |  |  |  |  |  |  |  |  |  |  |  |  |  |  |  |  |  |
| Peter III van Rusland (1728–1762)    | Peter III van Rusland (1728–1762)    | Peter III van Rusland (1728–1762)    | Peter III van Rusland (1728–1762)    | Peter III van Rusland (1728–1762)    | Peter III van Rusland (1728–1762)    | Catharina II van Rusland (1729–1796) | Catharina II van Rusland (1729–1796) | Catharina II van Rusland (1729–1796)      | Catharina II van Rusland (1729–1796)      | Catharina II van Rusland (1729–1796)      | Catharina II van Rusland (1729–1796)      |                                           |                                           | Frederik Eugenius van Württemberg (1732-1797) | Frederik Eugenius van Württemberg (1732-1797) | Frederik Eugenius van Württemberg (1732-1797)              | Frederik Eugenius van Württemberg (1732-1797)              | Frederik Eugenius van Württemberg (1732-1797)              | Frederik Eugenius van Württemberg (1732-1797)              | Frederika Dorothea Sophia van Brandenburg-Schwedt (1736-1798) | Frederika Dorothea Sophia van Brandenburg-Schwedt (1736-1798) | Frederika Dorothea Sophia van Brandenburg-Schwedt (1736-1798) | Frederika Dorothea Sophia van Brandenburg-Schwedt (1736-1798) | Frederika Dorothea Sophia van Brandenburg-Schwedt (1736-1798) | Frederika Dorothea Sophia van Brandenburg-Schwedt (1736-1798) |                                                   |                                                   | Frederik Willem II van Pruisen (1744-1797)        | Frederik Willem II van Pruisen (1744-1797)        | Frederik Willem II van Pruisen (1744-1797) | Frederik Willem II van Pruisen (1744-1797) | Frederik Willem II van Pruisen (1744-1797)     | Frederik Willem II van Pruisen (1744-1797)     | Frederika van Hessen-Darmstadt (1751-1805)     | Frederika van Hessen-Darmstadt (1751-1805)     | Frederika van Hessen-Darmstadt (1751-1805)     | Frederika van Hessen-Darmstadt (1751-1805)     | Frederika van Hessen-Darmstadt (1751-1805) | Frederika van Hessen-Darmstadt (1751-1805) |                                               |                                               | Karel II van Mecklenburg-Strelitz (1741-1816) | Karel II van Mecklenburg-Strelitz (1741-1816) | Karel II van Mecklenburg-Strelitz (1741-1816) | Karel II van Mecklenburg-Strelitz (1741-1816) | Karel II van Mecklenburg-Strelitz (1741-1816) | Karel II van Mecklenburg-Strelitz (1741-1816) | Frederika Caroline Louise van Hessen-Darmstadt (1752–1782) | Frederika Caroline Louise van Hessen-Darmstadt (1752–1782) | Frederika Caroline Louise van Hessen-Darmstadt (1752–1782) | Frederika Caroline Louise van Hessen-Darmstadt (1752–1782) | Frederika Caroline Louise van Hessen-Darmstadt (1752–1782) | Frederika Caroline Louise van Hessen-Darmstadt (1752–1782) |  |  |  |  |  |  |  |  |  |  |  |  |  |  |  |  |  |  |  |  |  |  |  |  |  |  |  |  |  |  |  |  |  |  |  |  |  |  |  |  |  |  |  |  |  |  |  |  |
|                                      |                                      |                                      |                                      |                                      |                                      |                                      |                                      |                                           |                                           |                                           |                                           |                                           |                                           |                                               |                                               |                                                            |                                                            |                                                            |                                                            |                                                               |                                                               |                                                               |                                                               |                                                               |                                                               |                                                   |                                                   |                                                   |                                                   |                                            |                                            |                                                |                                                |                                                |                                                |                                                |                                                |                                            |                                            |                                               |                                               |                                               |                                               |                                               |                                               |                                               |                                               |                                                            |                                                            |                                                            |                                                            |                                                            |                                                            |  |  |  |  |  |  |  |  |  |  |  |  |  |  |  |  |  |  |  |  |  |  |  |  |  |  |  |  |  |  |  |  |  |  |  |  |  |  |  |  |  |  |  |  |  |  |  |  |
|                                      |                                      |                                      |                                      | Paul I van Rusland (1754-1801)       | Paul I van Rusland (1754-1801)       | Paul I van Rusland (1754-1801)       | Paul I van Rusland (1754-1801)       | Paul I van Rusland (1754-1801)            | Paul I van Rusland (1754-1801)            |                                           |                                           |                                           |                                           |                                               |                                               | Sophia Dorothea Augusta Louisa van Württemberg (1759-1828) | Sophia Dorothea Augusta Louisa van Württemberg (1759-1828) | Sophia Dorothea Augusta Louisa van Württemberg (1759-1828) | Sophia Dorothea Augusta Louisa van Württemberg (1759-1828) | Sophia Dorothea Augusta Louisa van Württemberg (1759-1828)    | Sophia Dorothea Augusta Louisa van Württemberg (1759-1828)    |                                                               |                                                               |                                                               |                                                               |                                                   |                                                   |                                                   |                                                   |                                            |                                            | Frederik Willem III van Pruisen (1770-1840)    | Frederik Willem III van Pruisen (1770-1840)    | Frederik Willem III van Pruisen (1770-1840)    | Frederik Willem III van Pruisen (1770-1840)    | Frederik Willem III van Pruisen (1770-1840)    | Frederik Willem III van Pruisen (1770-1840)    |                                            |                                            |                                               |                                               |                                               |                                               | Louise van Mecklenburg-Strelitz (1776-1810)   | Louise van Mecklenburg-Strelitz (1776-1810)   | Louise van Mecklenburg-Strelitz (1776-1810)   | Louise van Mecklenburg-Strelitz (1776-1810)   | Louise van Mecklenburg-Strelitz (1776-1810)                | Louise van Mecklenburg-Strelitz (1776-1810)                |                                                            |                                                            |                                                            |                                                            |  |  |  |  |  |  |  |  |  |  |  |  |  |  |  |  |  |  |  |  |  |  |  |  |  |  |  |  |  |  |  |  |  |  |  |  |  |  |  |  |  |  |  |  |  |  |  |  |
|                                      |                                      |                                      |                                      | Paul I van Rusland (1754-1801)       | Paul I van Rusland (1754-1801)       | Paul I van Rusland (1754-1801)       | Paul I van Rusland (1754-1801)       | Paul I van Rusland (1754-1801)            | Paul I van Rusland (1754-1801)            |                                           |                                           |                                           |                                           |                                               |                                               | Sophia Dorothea Augusta Louisa van Württemberg (1759-1828) | Sophia Dorothea Augusta Louisa van Württemberg (1759-1828) | Sophia Dorothea Augusta Louisa van Württemberg (1759-1828) | Sophia Dorothea Augusta Louisa van Württemberg (1759-1828) | Sophia Dorothea Augusta Louisa van Württemberg (1759-1828)    | Sophia Dorothea Augusta Louisa van Württemberg (1759-1828)    |                                                               |                                                               |                                                               |                                                               |                                                   |                                                   |                                                   |                                                   |                                            |                                            | Frederik Willem III van Pruisen (1770-1840)    | Frederik Willem III van Pruisen (1770-1840)    | Frederik Willem III van Pruisen (1770-1840)    | Frederik Willem III van Pruisen (1770-1840)    | Frederik Willem III van Pruisen (1770-1840)    | Frederik Willem III van Pruisen (1770-1840)    |                                            |                                            |                                               |                                               |                                               |                                               | Louise van Mecklenburg-Strelitz (1776-1810)   | Louise van Mecklenburg-Strelitz (1776-1810)   | Louise van Mecklenburg-Strelitz (1776-1810)   | Louise van Mecklenburg-Strelitz (1776-1810)   | Louise van Mecklenburg-Strelitz (1776-1810)                | Louise van Mecklenburg-Strelitz (1776-1810)                |                                                            |                                                            |                                                            |                                                            |  |  |  |  |  |  |  |  |  |  |  |  |  |  |  |  |  |  |  |  |  |  |  |  |  |  |  |  |  |  |  |  |  |  |  |  |  |  |  |  |  |  |  |  |  |  |  |  |
|                                      |                                      |                                      |                                      |                                      |                                      |                                      |                                      |                                           |                                           | Nicolaas I van Rusland (1796–1855)        | Nicolaas I van Rusland (1796–1855)        | Nicolaas I van Rusland (1796–1855)        | Nicolaas I van Rusland (1796–1855)        | Nicolaas I van Rusland (1796–1855)            | Nicolaas I van Rusland (1796–1855)            |                                                            |                                                            |                                                            |                                                            |                                                               |                                                               |                                                               |                                                               |                                                               |                                                               |                                                   |                                                   |                                                   |                                                   |                                            |                                            |                                                |                                                |                                                |                                                |                                                |                                                | Charlotte van Pruisen (1798-1860)          | Charlotte van Pruisen (1798-1860)          | Charlotte van Pruisen (1798-1860)             | Charlotte van Pruisen (1798-1860)             | Charlotte van Pruisen (1798-1860)             | Charlotte van Pruisen (1798-1860)             |                                               |                                               |                                               |                                               |                                                            |                                                            |                                                            |                                                            |                                                            |                                                            |  |  |  |  |  |  |  |  |  |  |  |  |  |  |  |  |  |  |  |  |  |  |  |  |  |  |  |  |  |  |  |  |  |  |  |  |  |  |  |  |  |  |  |  |  |  |  |  |
|                                      |                                      |                                      |                                      |                                      |                                      |                                      |                                      |                                           |                                           | Nicolaas I van Rusland (1796–1855)        | Nicolaas I van Rusland (1796–1855)        | Nicolaas I van Rusland (1796–1855)        | Nicolaas I van Rusland (1796–1855)        | Nicolaas I van Rusland (1796–1855)            | Nicolaas I van Rusland (1796–1855)            |                                                            |                                                            |                                                            |                                                            |                                                               |                                                               |                                                               |                                                               |                                                               |                                                               |                                                   |                                                   |                                                   |                                                   |                                            |                                            |                                                |                                                |                                                |                                                |                                                |                                                | Charlotte van Pruisen (1798-1860)          | Charlotte van Pruisen (1798-1860)          | Charlotte van Pruisen (1798-1860)             | Charlotte van Pruisen (1798-1860)             | Charlotte van Pruisen (1798-1860)             | Charlotte van Pruisen (1798-1860)             |                                               |                                               |                                               |                                               |                                                            |                                                            |                                                            |                                                            |                                                            |                                                            |  |  |  |  |  |  |  |  |  |  |  |  |  |  |  |  |  |  |  |  |  |  |  |  |  |  |  |  |  |  |  |  |  |  |  |  |  |  |  |  |  |  |  |  |  |  |  |  |
|                                      |                                      |                                      |                                      |                                      |                                      |                                      |                                      |                                           |                                           |                                           |                                           |                                           |                                           |                                               |                                               |                                                            |                                                            |                                                            |                                                            |                                                               |                                                               |                                                               |                                                               |                                                               |                                                               |                                                   |                                                   |                                                   |                                                   |                                            |                                            |                                                |                                                |                                                |                                                |                                                |                                                |                                            |                                            |                                               |                                               |                                               |                                               |                                               |                                               |                                               |                                               |                                                            |                                                            |                                                            |                                                            |                                                            |                                                            |  |  |  |  |  |  |  |  |  |  |  |  |  |  |  |  |  |  |  |  |  |  |  |  |  |  |  |  |  |  |  |  |  |  |  |  |  |  |  |  |  |  |  |  |  |  |  |  |
|                                      |                                      |                                      |                                      |                                      |                                      |                                      |                                      |                                           |                                           |                                           |                                           |                                           |                                           |                                               |                                               |                                                            |                                                            |                                                            |                                                            |                                                               |                                                               |                                                               |                                                               |                                                               |                                                               |                                                   |                                                   |                                                   |                                                   |                                            |                                            |                                                |                                                |                                                |                                                |                                                |                                                |                                            |                                            |                                               |                                               |                                               |                                               |                                               |                                               |                                               |                                               |                                                            |                                                            |                                                            |                                                            |                                                            |                                                            |  |  |  |  |  |  |  |  |  |  |  |  |  |  |  |  |  |  |  |  |  |  |  |  |  |  |  |  |  |  |  |  |  |  |  |  |  |  |  |  |  |  |  |  |  |  |  |  |
| Alexander II van Rusland (1818–1881) | Alexander II van Rusland (1818–1881) | Alexander II van Rusland (1818–1881) | Alexander II van Rusland (1818–1881) | Alexander II van Rusland (1818–1881) | Alexander II van Rusland (1818–1881) |                                      |                                      | Maria Nikolajevna van Rusland (1819-1876) | Maria Nikolajevna van Rusland (1819-1876) | Maria Nikolajevna van Rusland (1819-1876) | Maria Nikolajevna van Rusland (1819-1876) | Maria Nikolajevna van Rusland (1819-1876) | Maria Nikolajevna van Rusland (1819-1876) |                                               |                                               | Olga Nikolajevna van Rusland (1822-1892)                   | Olga Nikolajevna van Rusland (1822-1892)                   | Olga Nikolajevna van Rusland (1822-1892)                   | Olga Nikolajevna van Rusland (1822-1892)                   | Olga Nikolajevna van Rusland (1822-1892)                      | Olga Nikolajevna van Rusland (1822-1892)                      |                                                               |                                                               | Constantijn Nikolajevitsj van Rusland (1827-1892)             | Constantijn Nikolajevitsj van Rusland (1827-1892)             | Constantijn Nikolajevitsj van Rusland (1827-1892) | Constantijn Nikolajevitsj van Rusland (1827-1892) | Constantijn Nikolajevitsj van Rusland (1827-1892) | Constantijn Nikolajevitsj van Rusland (1827-1892) |                                            |                                            | Nicolaas Nikolajevitsj van Rusland (1831–1891) | Nicolaas Nikolajevitsj van Rusland (1831–1891) | Nicolaas Nikolajevitsj van Rusland (1831–1891) | Nicolaas Nikolajevitsj van Rusland (1831–1891) | Nicolaas Nikolajevitsj van Rusland (1831–1891) | Nicolaas Nikolajevitsj van Rusland (1831–1891) |                                            |                                            | Michaël Nikolajevitsj van Rusland (1832-1909) | Michaël Nikolajevitsj van Rusland (1832-1909) | Michaël Nikolajevitsj van Rusland (1832-1909) | Michaël Nikolajevitsj van Rusland (1832-1909) | Michaël Nikolajevitsj van Rusland (1832-1909) | Michaël Nikolajevitsj van Rusland (1832-1909) |                                               |                                               | 2 zusters                                                  | 2 zusters                                                  | 2 zusters                                                  | 2 zusters                                                  | 2 zusters                                                  | 2 zusters                                                  |  |  |  |  |  |  |  |  |  |  |  |  |  |  |  |  |  |  |  |  |  |  |  |  |  |  |  |  |  |  |  |  |  |  |  |  |  |  |  |  |  |  |  |  |  |  |  |  |